# Дюбендорфер, Рашель
Рашель Дюбендорфер, Сиси (18 июля 1900, Варшава — 3 марта 1973, Берлин) — советская разведчица, участница сети резидентур Красная капелла.

## Биография
Родилась в Варшаве в еврейской семье. После окончания школы в 1918 году вступила в Коммунистическую партию Германии. Владела несколькими языками.
С 1925 по 1932 год была стенографисткой ЦК КПГ в Берлине. В 1933 году выехала в Швейцарию вместе с мужем Паулем Бетхером.
Руководила группой советской военной разведки Севилья в Швейцарии (1933—1934), работала в Международном бюро труда в Женеве.
Её группа добывала важную информацию по военной промышленности Германии. С мая 1941 года группа Сиси входила в состав группы Шандора Радо и поддерживала контакты с Леоном Николь. Благодаря Дюбендорфер и через сотрудника её группы Шнайдера, Христиана Тейлора, Радо стал получать с ноября 1942 года от Рудольфа Ресслера (Люци) чрезвычайно важную информацию, источники которой находились в руководящих кругах Рейха. В апреле 1944 года Сиси и Бетхер были арестованы швейцарской полицией, в сентябре освобождены и спустя девять месяцев бежали во Францию.
В феврале 1946 года арестована в СССР. В 1956 году была освобождена, после чего сразу переехала в ГДР. Умерла 3 марта 1973 г. в Берлине.